# The Altar Flame
 (mars 2012).
Si vous disposez d'ouvrages ou d'articles de référence ou si vous connaissez des sites web de qualité traitant du thème abordé ici, merci de compléter l'article en donnant les références utiles à sa vérifiabilité et en les liant à la section « Notes et références ».
The Altar Flame fut une revue américaine consacrée à la magie bizarre. Elle fut fondée par Mary Tomich en janvier 1993 et prit fin en 2002.

## Histoire
The Altar Flame trouve son origine dans une publication privée publiée par Mary Tomich appelée The Altered Flame. Avant 1993, cette publication était envoyée par courrier aux membres du "Shadow Network" (approximativement une soixantaine de membres). 
En 1993, les numéros 1 et 2 de The Altar Flame sont publiés, ils ne sont encore destinés qu'aux membres du "Shadow Network". Mais le numéro 2 inclus un message de Mary Tomich : 
« Welcome to Volume 1 Issue 2 of The Altar Flame. After this issue, The Altar Flame is going commercial. It's an idea that I had toyed with for quite a while. It is an eight page (or more), four issue per year collection of my effects, plus guest columnists, a book review, and my column. »
—  Mary Tomich ,  The Altar Flame, Vol. 1 #2

« Bienvenu dans le numéro 2 du volume 1 de The Altar Flame. Après ce numéro, The Altar Flame va être disponible dans le commerce. C'est une idée que je caressais depuis un moment. Il s'agira de quatre numéros de huit pages (ou plus) par an,  composés d'une collection de mes effets, ainsi que de ceux des chroniqueurs invités, d'une critique de livre, et de ma chronique. »
— The Altar Flame, Vol. 1 #2
Puis la revue pris peu à peu de l'importance et son nombre de pages augmenta.
Il y eut environ 200 abonnés.

## Contributeurs
Au début, les principaux rédacteurs furent : Tony 'Doc' Shiels, Eugene Burger, Jeff McBride, Joe Lantierre, Max Maven, Christian Chelman et Joe Givan. Ensuite Brother Shadow devint rédacteur résident, suivi plus tard par Eugene Poinc.
Il y eut de très nombreux contributeurs (voir ici)